# Friidrott vid panamerikanska spelen 2003

Tävlingarna i friidrott vid Panamerikanska spelen 2003 arrangerades i Santo Domingo, Dominikanska republiken.

## Dopningsfall
- USA förlorade två guldmedaljer då den amerikanske sprintern Mickey Grimes, som kom etta i 100 metersloppet och ingick i det segrande USA-laget på 4 x 100 m, testades positivt för den förbjudna substansen efedrin.
- Vid tävlingarna i 800 meter för damer befanns Letitia Vriesde, Surinam ha alltför hög koncentration av koffein och fråntogs därför guldet. Enligt uppgifter skulle hon ha behövt dricka cirka 5 gallon (ung. 20 liter) kaffe för att på naturlig väg ha erhållit denna koncentration av koffein.

## Resultat

### Dubbla medaljörer
- Hudson de Souza, Brasilien
  - 1 500 m guld
  - 5 000 m guld
- Lauren Williams, USA
  - 100 m guld
  - 4 x 100 m guld
- Félix Sánchez, Dominikanska republiken
  - 400 m guld
  - 4 x 400 m brons
- Roxana Diaz, Kuba
  - 200 m guld
  - 4 x 100 m silver
- Angela Williams, USA
  - 4 x 100 m guld
  - 100 m silver
- André da Silva, Brasilien
  - 4 x 100 m guld
  - 200 m brons
- Marilson dos Santos, Brasilien
  - 10 000 m silver
  - 5 000 m brons
- Lacena Golding Clarke, Jamaica
  - 100 m häck brons
  - 4 x 100 meter brons

### Herrar
100 meter
 
1 Michael Frater , Jamaica, 10,21

2 Mardy Scales , USA, 10,22

3 Anson Henry , Kanada, 10,30

200 meter

1 Kenny Brokenburr , USA, 20,42 

2 Christopher Williams, Jamaica, 20,54

3 André Domingos da Silva , Brasilien, 20,68

400 meter

1 Mitch Potter , USA, 45,11

2 Yeimer López, Kuba, 45,13

3 Alleyne Francique, Grenada, 45,51

800 meter

1 Achraf Tadili, Kanada, 1.45,05

2 Osmar dos Santos, Brasilien, 1.45,64

3 Fabiano Peçanha , Brasilien, 1.46,39

1 500 meter

1 Hudson de Souza , Brasilien, 3.45,72

2 Michael Stember , USA, 3.46,31

3 Grant Robison , USA, 3.46,68

5 000 meter

1 Hudson de Souza , Brasilien, 13.50,71

2 José David Galván , Mexiko, 13.52,92

3 Marílson dos Santos , Brasilien, 13.56,90

10 000 meter

1 Teodoro Vega, Mexiko, 28.49,38

2 Marílson dos Santos , Brasilien, 28.49,48

3 Dan Browne , USA, 29.06,23

Maraton

1 Vanderlei de Lima , Brasilien, 2:19.08

2 Bruce Deacon , Kanada, 2:20.35

3 Diego Colorado , Colombia , 2:21.48

3 000 meter hinder

1 Néstor Nieves , Venezuela, 8.34,26

2 Joël Bourgeois , Kanada, 8.36,78

3 Anthony Famiglietti , USA, 8.40,22

110 meter häck

1 Yuniel Hernández , Kuba, 13,35

2 Larry Wade, USA, 13,35

3 Márcio de Souza , Brasilien, 13,45

400 meter häck

1 Félix Sánchez , Dominikanska republiken, 48,19

2 Eric Thomas , USA, 48,74

3 Dean Griffiths , Jamaica, 49,35

Gång 20 km 

1 Jefferson Pérez , Ecuador, 1:23.06

2 Bernardo Segura , Mexiko, 1:23.31

3 Alejandro López, Mexiko, 1:24.33

Gång 50 km 

1 Germán Sánchez , Mexiko, 4:05.01

2 Mário dos Santos , Brasilien, 4:07.36

3 Luis García , Guatemala, 4:12.14

4 x 100 meter

1 Brasilien, (Vicente de Lima, Edson Ribeiro, André Domingos da Silva, Claudinei da Silva ), 38,44

2 Trinidad och Tobago, (Niconnor Alexander, Marc Burns, Ato Boldon, Darrel Brown), 38,53

3 Kuba, (José César, José Peña, Luis Alexander Reyes, Juan Pita), 39,09

4 x 400 meter

1 Jamaica, (Michael Campbell, Sanjay Ayre, Lansford Spence, Davian Clarke) , 3.01,81

2 USA, (Mitchell Potter, Ja'Warren Hooker, Adam Steele, James Davis), 3.01,87

3 Dominikanska republiken, (Arismendy Peguero, Carlos Santa, Julio Vidal, Felix Sanchez), 3.02,02

Höjdhopp

1 Germaine Mason , Jamaica, 2,34

2 Jamie Nieto , USA, 2,28

3 Terrance Woods , USA, 2,22

Stavhopp

1 Toby Stevenson , USA, 5,45

2 Russ Buller , USA, 5,40

3 Dominic Johnson , Saint Lucia, 5,40

Längdhopp

1 Iván Pedroso , Kuba, 8,23

2 Luis Meliz , Kuba, 8,20

3 Víctor Castillo , Venezuela, 7,98

Tresteg

1 Yoandri Betanzos, Kuba, 17,26

2 Jadel Gregório , Brasilien, 17,03

3 Yoelbi Quesada , Kuba, 16,78

Kula

1 Reese Hoffa , USA, 20,95

2 Marco Antonio Verni , Chile, 20,14

3 Brad Snyder, Kanada, 20,10

Diskus

1 Jason Tunks , Kanada, 63,70

2 Frank Casañas, Kuba, 62,61

3 Loy Martínez, Kuba, 61,36

Slägga

1 Juan Cerra , Argentina, 75,53

2 James Parker , USA, 74,35

3 Yosvany Suárez, Kuba, 70,24

Spjut

1 Emeterio González, Kuba, 81,72

2 Isbel Luaces, Kuba, 80,95

3 Breaux Greer, USA, 79,21

Tiokamp

1 Stephen Moore, USA, 7 809 

2 Luiggy Llanos , Puerto Rico, 7 704

3 Yonelvis Águila , Kuba, 7 593 

## Damer
100 meter

1 Lauryn Williams, USA, 11,15

2 Angela Williams, USA, 11,15

3 Liliana Allen , Mexiko, 11,28

200 meter

1 Roxana Díaz , Kuba, 22,69

2 Cydonie Mothersille, Caymanöarna, 22,86

3 Allyson Felix, USA, 22,93

400 meter

1 Ana Guevara , Mexiko, 50,36

2 Hazel-Ann Regis , Grenada, 51,56

3 Aliann Pompey , Guyana, 52,06

800 meter

1 Adriana Muñoz, Kuba, 2.02,56

2 Marian Burnett , Guyana, 2.03,58

3 Christiane dos Santos, Brasilien, 2.04,37

1 500 meter

1 Adriana Muñoz, Kuba, 4.09,57

2 Mary Jayne Harrelson, USA, 4.09,72

3 Mardrea Hyman, Jamaica, 4.10,08

5 000 meter

1 Adriana Fernández, Mexiko, 15.30,65

2 Nora Rocha, Mexiko, 15.40,98

3 Nicole Jefferson , USA, 15.42,40

10 000 meter

1 Adriana Fernández , Mexiko, 33.16,05

2 Yudelkis Martínez, Kuba, 33.55,12

3 Bertha Sánchez, Colombia, 33.56,17

Maraton

1 Márcia Narloch, Brasilien, 2:39.54

2 Mariela González, Kuba, 2:42.55

3 Erika Olivera, Chile, 2:44.52

100 meter häck

1 Brigitte Foster, Jamaica, 12,67

2 Perdita Felicien, Kanada, 12,70

3 Lacena Golding-Clarke, Jamaica, 12,79

400 meter häck

1 Joanna Hayes, USA, 54,77

2 Daimí Pernía, Kuba, 55,10

3 Andrea Blackett, Barbados, 55,24

Gång 20 km

1 Victoria Palacios, Mexiko, 1:35.16

2 Rosario Sánchez, Mexiko, 1:35.21

3 Joanne Dow, USA, 1:35.48

4 x 100 meter

1 USA, (Angela Williams, Consuella Moore, Angela Daigle, Lauryn Williams), 43,06

2 Kuba, (Dainelky Pérez, Roxana Díaz, , Virgen Benavides , Mileydis Lazo), 43,40

3 Jamaica, (Lacena Golding-Clarke, Judyth Kitson, Shellene Williams, Danielle Browning), 43,71

4 x 400 meter

1 USA, Me'Lisa Barber, Moushami Robinson, Julian Clay, De'Hashia Trotter), 3.27,76 

2 Jamaica, (Naleya Downer, Michelle Burgher, Novlene Williams, Allison Beckford), 3.27,34

3 Brasilien, (Maria Almirão, Josiane Tito, Geisa Coutinho, Lucimar Teodoro), 3.28,07

Höjdhopp

1 Juana Arrendel, Dominikanska republiken, 1,94

2 Romary Rifka, Mexiko, 1,94 

3 Yarianny Argüelles, Kuba, 1,89 

Stavhopp

1 Melissa Mueller, USA, 4,40

2 Carolina Torres , Chile, 4,30

3 Stephanie McCann , Kanada, 4,20

Längdhopp

1 Alice Falaiye, Kanada, 6,43

2 Jackie Edwards, Bahamas, 6,41

3 Yargelis Savigne, Kuba, 6,40

Tresteg

1 Mabel Gay , Kuba, 14,42

2 Yuliana Perez, USA, 13,99

3 Yusmay Bicet, Kuba, 13,90

Kula

1 Yumileidi Cumbá , Kuba, 19,31

2 Elisângela Adriano, Brasilien, 18,48

3 Flor Vásquez, Dominikanska republiken, 18,14, NR

Diskus

1 Aretha Hill, USA, 63,30

2 Ana Elys Fernández, Kuba, 61,26

3 Yania Ferrales, Kuba, 60,03

Slägga

1 Yipsi Moreno, Kuba, 74,25

2 Yunaika Crawford, Kuba, 69,57

3 Candice Scott, Trinidad och Tobago, 69,06

Spjut

1 Kim Kreiner, USA, 60,86

2 Laverne Eve, Bahamas, 60,68 

3 Osleidys Menéndez, Kuba, 60,20

Sjukamp

1 Tiffany Lott-Hogan, USA, 6 064 

2 Nicole Haynes, Kanada, 5 959 

3 Magalys García, Kuba, 5 864 